# Water Street
Water Street is een straat in de Oost-Canadese stad St. John's. Het is tezamen met de parallel eraan lopende Duckworth Street een van de twee belangrijkste straten in het historische centrum van Downtown St. John's. In de straat bevinden zich heel wat restaurants, winkels en banken.
De straat huisvest een groot aantal 19e-eeuwse gebouwen, waarvan er meerdere een erfgoedstatus hebben. Het oostelijke gedeelte van de straat reikt tot aan de haven en huisvest onder meer het Harbourside Park (met de bekende hondenstandbeelden) en een herdenkingsmonument ter ere van Terry Fox.
De twee grote maar ondertussen ter ziele gegane Newfoundlandse warenhuisketens (Ayre and Sons en Bowring Brothers) hadden oorspronkelijk hun belangrijkste winkel in Water Street.

## Historische sites
Water Street telt een groot aantal bouwwerken die door het stadsbestuur als erfgoed erkend en beschermd zijn. Daarnaast telt de straat ook vijf National Historic Sites of Canada (NHS) en één provinciale historische site (PHS).
- Water Street Historic District (NHS), een twintigtal naast en tegenover elkaar gelegen historische gebouwen, voor het merendeel gebouwd kort na de grote brand van 1842. Huisnummers 288-300 en 291-307.[2]
- Nationaal Oorlogsmonument van Newfoundland (NHS), een groot monument ter herdenking van de oorlogsinspanningen van Newfoundlandse soldaten in de Eerste Wereldoorlog. Tegenover Harbourside Park.[3]
- St. John's Court House (NHS), een gerechtsgebouw dat dienstdoet als hooggerechtshof van de provincie, gebouwd in 1900-1904 in neoromaanse stijl. Huisnummer 194.[4]
- Crow's Nest Officers' Club (NHS), een in 1942 opgerichte club uitsluitend voor leden van de krijgsmacht, gevestigd in een 19e-eeuws gebouw. Huisnummer 88.[5]
- Voormalig hoofdkwartier van de Newfoundland Railway (NHS), vroeg 20e-eeuws gebouw dat belang heeft vanwege haar verbondenheid met de Newfoundland Railway en dat het daaraan gewijde Railway Coastal Museum huisvest. Huisnummer 495.[6]
- Newman Wine Vaults (PHS), een van de weinige overblijvende vroege-19e-eeuwse gebouwen in de stad, waar tot de vroege 20e eeuw port werd opgeslagen. Huisnummer 436.[7]

## Galerij

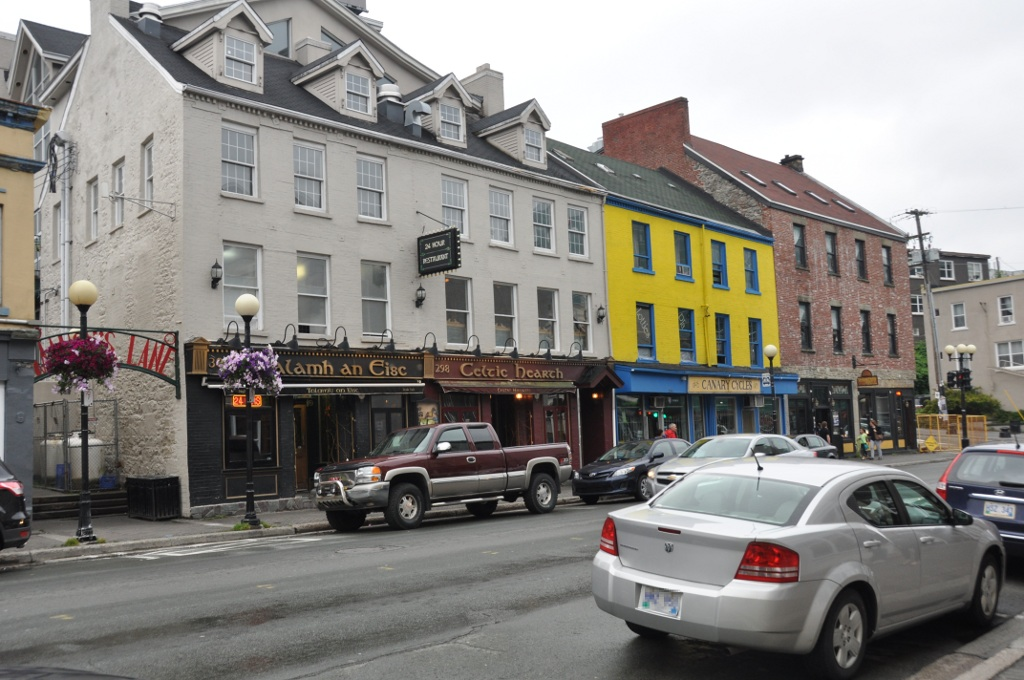
Deel van het Water Street Historic District (even huisnummers)
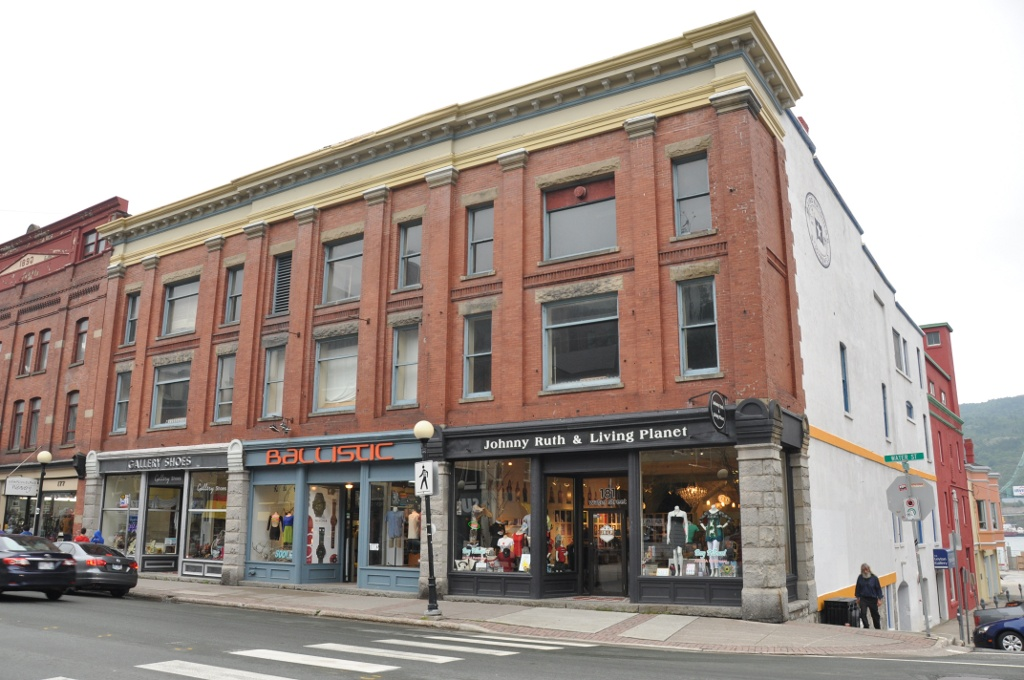
De Old London, New York and Paris Building
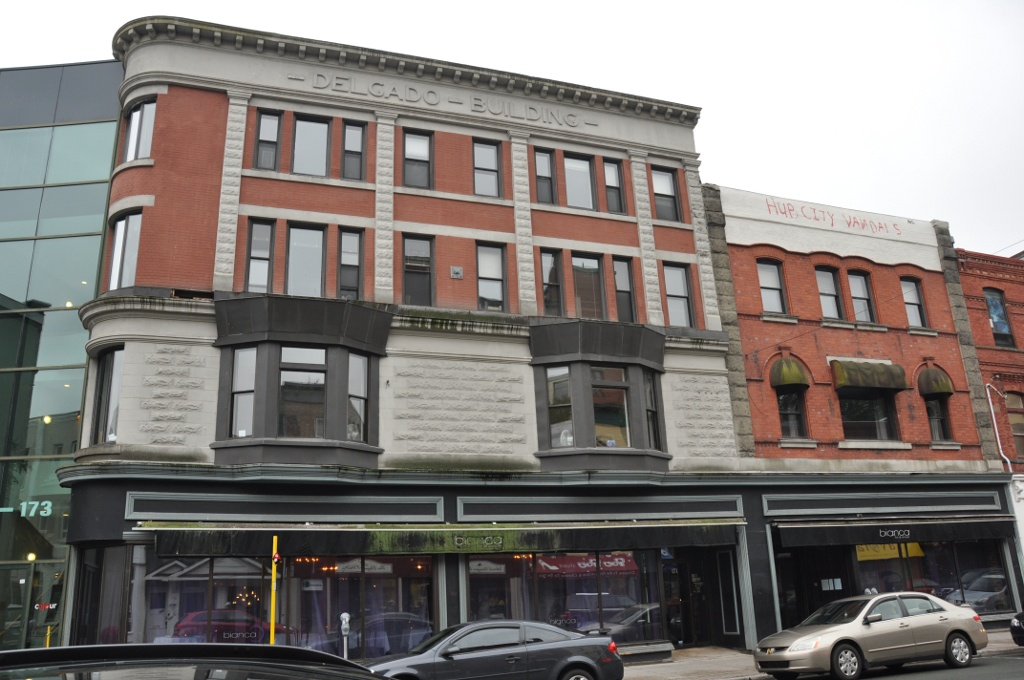
De Delgado Building
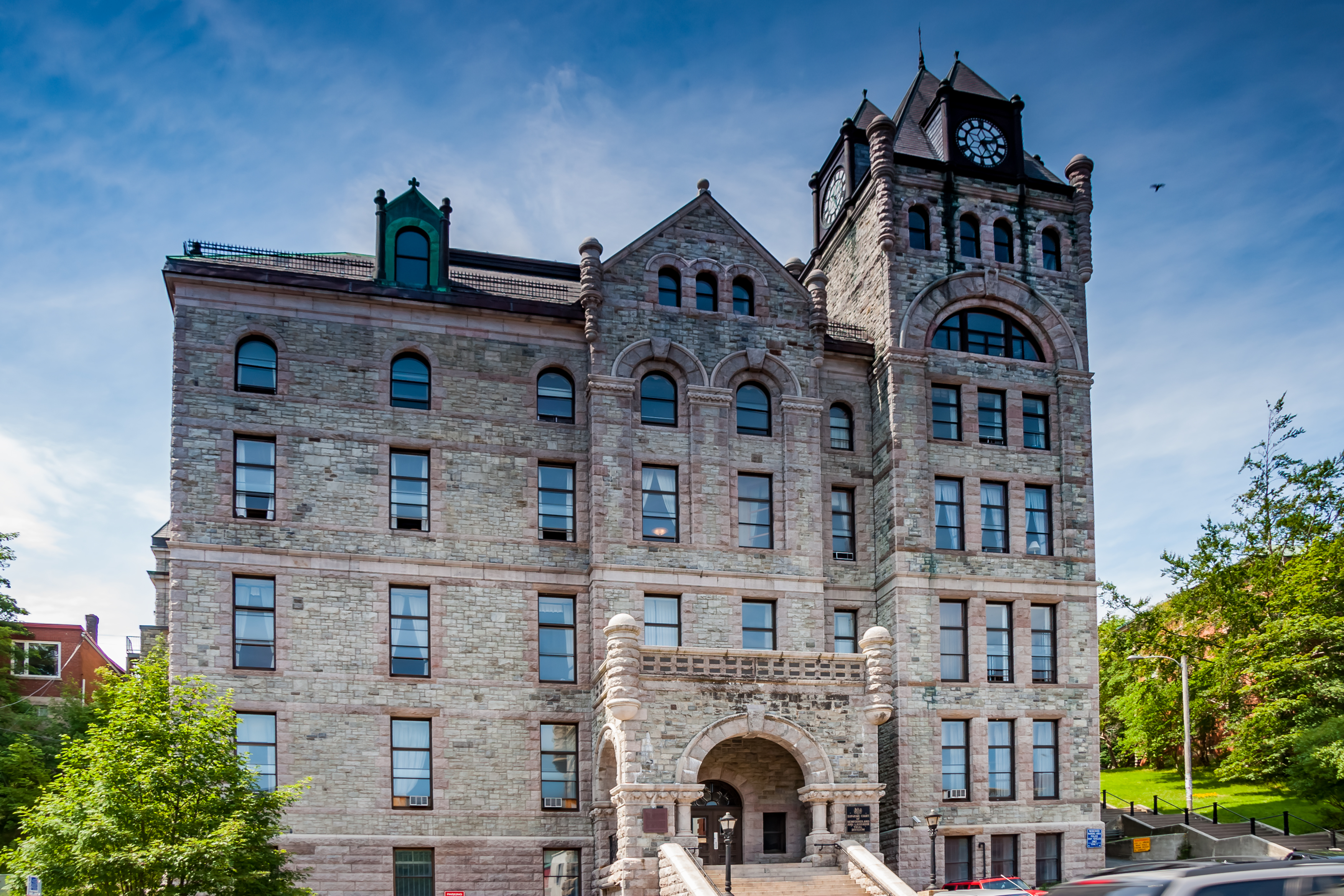
Voorkant van het St. John's Court House
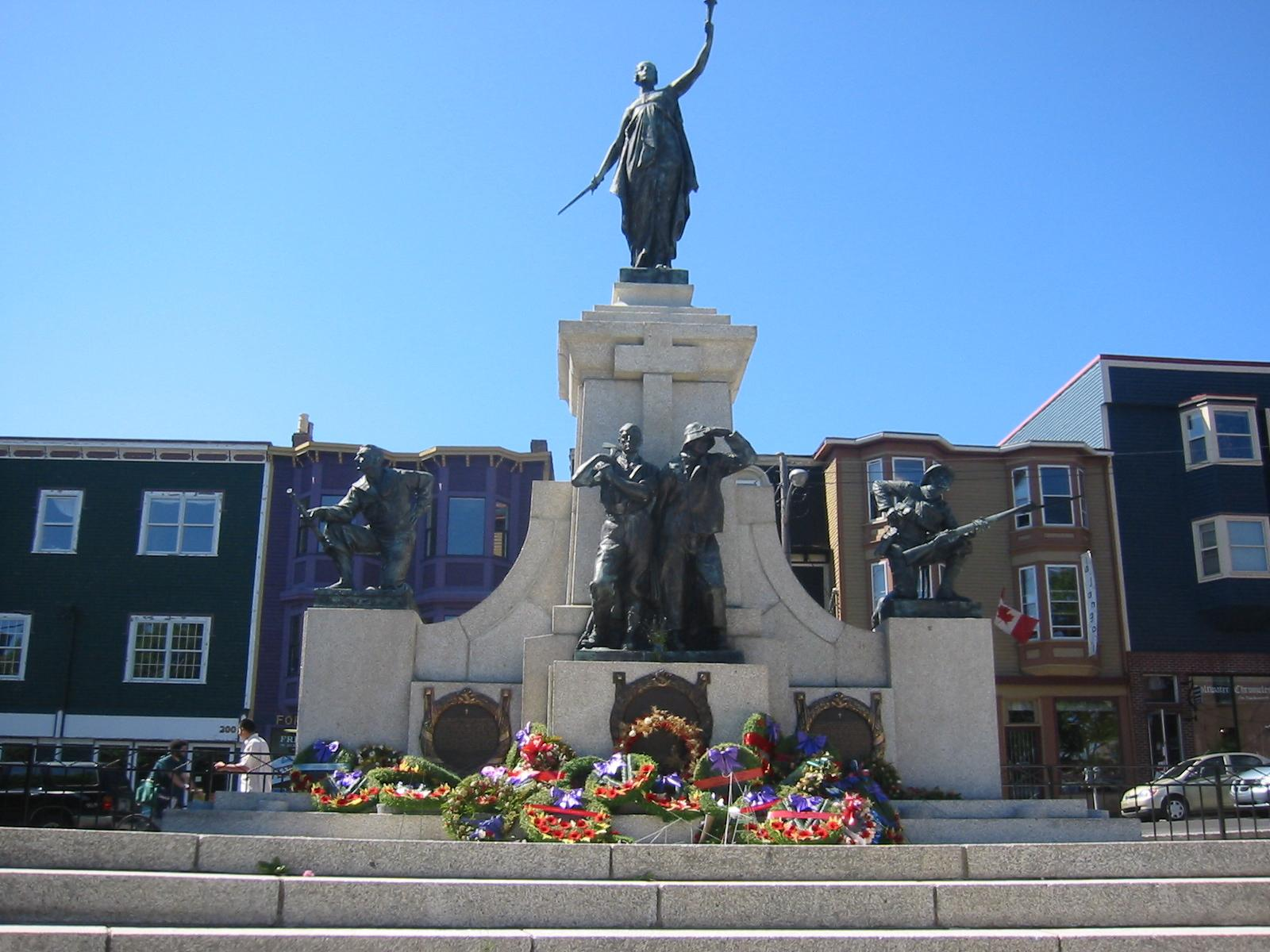
Het Nationaal Oorlogsmonument van Newfoundland